# Cedar Vale
Cedar Vale és una població dels Estats Units a l'estat de Kansas. Segons el cens del 2000 tenia 723 habitants.

## Demografia
Segons el cens del 2000, Cedar Vale tenia 723 habitants, 285 habitatges, i 184 famílies. La densitat de població era de 293,8 habitants per km².
Dels 285 habitatges en un 29,5% hi vivien nens de menys de 18 anys, en un 51,9% hi vivien parelles casades, en un 8,4% dones solteres, i en un 35,1% no eren unitats familiars. En el 33,3% dels habitatges hi vivien persones soles el 22,5% de les quals corresponia a persones de 65 anys o més que vivien soles. El nombre mitjà de persones vivint en cada habitatge era de 2,29 i el nombre mitjà de persones que vivien en cada família era de 2,91.
Per edats la població es repartia de la següent manera: un 24,6% tenia menys de 18 anys, un 4,6% entre 18 i 24, un 18,3% entre 25 i 44, un 23,5% de 45 a 60 i un 29% 65 anys o més.
L'edat mediana era de 47 anys. Per cada 100 dones de 18 o més anys hi havia 84,7 homes.
La renda mediana per habitatge era de 27.031 $ i la renda mediana per família de 33.889 $. Els homes tenien una renda mediana de 24.167 $ mentre que les dones 19.688 $. La renda per capita de la població era de 14.410 $. Entorn de l'11,1% de les famílies i el 14,7% de la població estaven per davall del llindar de pobresa.

## Poblacions més properes
El següent diagrama mostra les poblacions més properes.